# Torrejón de la Calzada
Pour les articles homonymes, voir Torrejón et Calzada.
Torrejón de la Calzada est une commune de la communauté de Madrid, en Espagne.